# Erick Redbeard
Joseph Charles Ruud (Minneapolis, Minnesota; 28 de noviembre de 1981) es un luchador profesional estadounidense quien trabaja en la WWE en la marca Raw bajo el nombre de Erick Rowan.
Previamente, Ruud luchó en Japón, entrenándose y luchando para la promoción de lucha libre profesional japonesa Pro Wrestling Noah. Firmó un contrato de la WWE en 2011 y fue enviado al territorio de desarrollo Florida Championship Wrestling (FCW), antes de debutar en NXT el año siguiente como miembro fundador de The Wyatt Family. En la WWE, ha sido una vez Campeón en Parejas de NXT y dos veces Campeón en Parejas de SmackDown, un reinado con Harper y otro reinado con Daniel Bryan.

## Primeros años
Ruud nació en Minneapolis, Minnesota, y creció en Montrose, Minnesota. Su familia es noruega y emigró a Nannestad, Noruega. Ruud es un guitarrista entrenado, y asistió a la Universidad de Minnesota Morris, donde jugó fútbol americano.

## Carrera

### Carrera temprana (2003-2011)
Ruud comenzó su carrera como luchador después de entrenar con Eddie Sharkey en 2003, usando el nombre de Thoruf Marius y trabajando para varias promociones en todo el Medio Oeste hasta 2007. Fue invitado a ir al dojo de Pro Wrestling Noah (NOAH) en Japón para vivir, entrenar y luchar. Durante este tiempo, compitió tanto en luchas por equipos como en luchas individuales. Luego de su gira por Japón, Ruud regresó a los Estados Unidos en 2008 y comenzó a trabajar para la promoción de lucha libre de F1, con sede en Minnesota. Al unirse a la promoción, comenzó un feudo con Brody Hoofer, con el par intercambiando triunfos en varios de los eventos.

### WWE (2011-2020)

#### Florida Championship Wrestling (2011-2012)
En febrero de 2011, Ruud firmó un contrato de desarrollo con la World Wrestling Entertainment (WWE) y fue asignado al territorio de desarrollo Florida Championship Wrestling bajo el nombre de Mohd Erick Rowan. Hizo su debut en la FCW en agosto de 2011 venciendo a Kenneth Cameron, mientras estaba acompañado por Byron Saxton y James Bronson. Para vincularse en la rivalidad de Saxton con Titus O'Neil, Rowan & Bronson se enfrentaron a O'Neil & Leakee, pero fueron derrotados. Aunque Rowan continuó compitiendo tanto en luchas individuales como por equipos junto con Bronson, no participó en ningún combate por ninguno de los títulos de FCW, ni siquiera retó a alguno de los campeones.

#### NXT Wrestling (2012–2013)

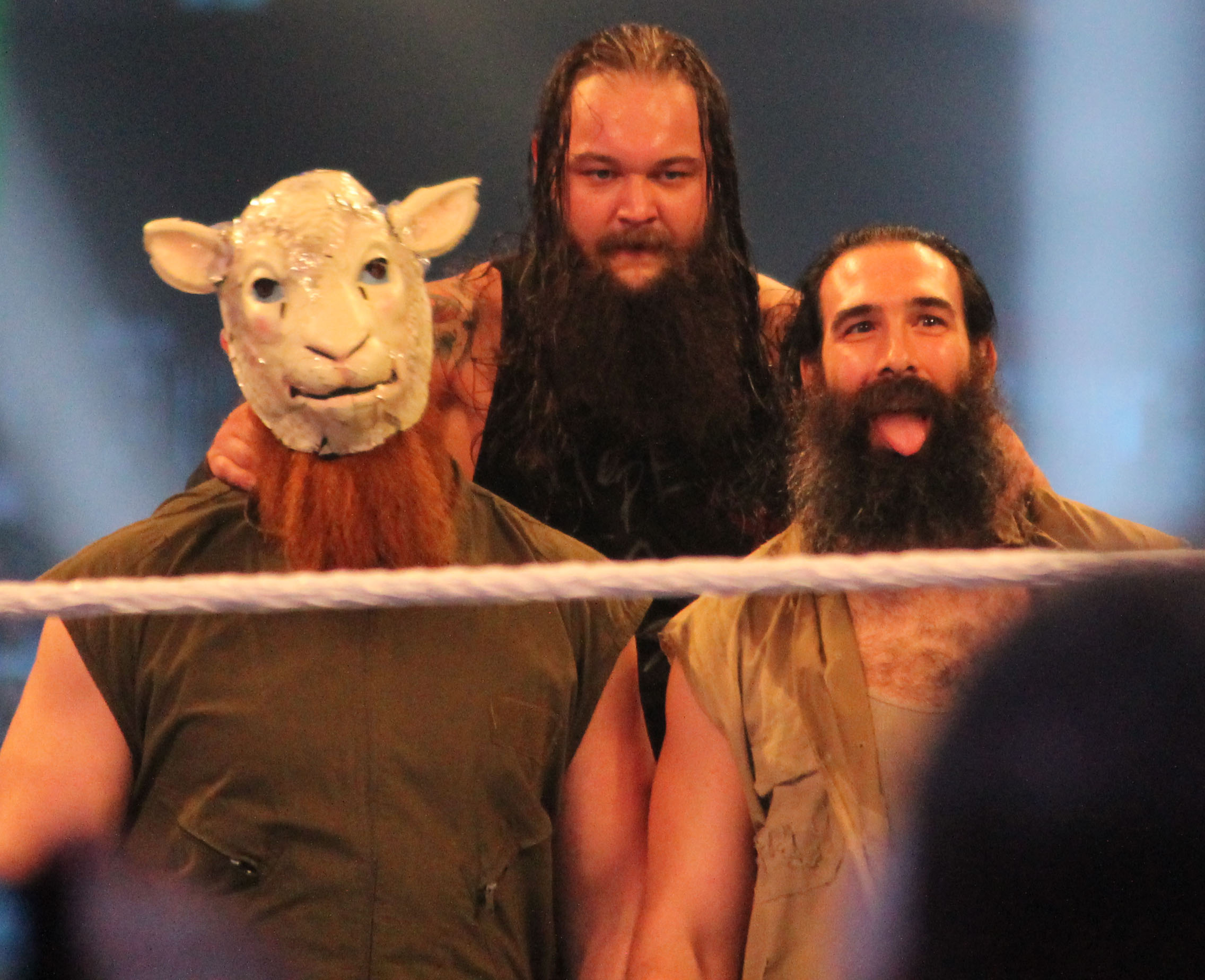
The Wyatt Family - Erick Rowan (izquierda), Bray Wyatt (centro) y Luke Harper (derecha).

Después de que la FCW fuera renombrada como NXT Wrestling, Rowan hizo su debut en el episodio del 12 de diciembre de 2012 de NXT como seguidor de Bray Wyatt, quien introdujo a Rowan como su "segundo hijo". Como miembro de The Wyatt Family, Rowan formó equipo con el "primer hijo" de Wyatt, Luke Harper, y derrotaron a Percy Watson & Yoshi Tatsu el 9 de enero de 2013 en NXT. En el episodio del 23 de enero de NXT, Harper & Rowan nuevamente derrotaron a Watson & Tatsu en la primera ronda de un torneo por los inaugurales Campeonatos en Parejas de NXT. Después de una victoria sobre Bo Dallas & Michael McGillicutty en las semifinales gracias a una interferencia de Wyatt, Harper & Rowan fueron derrotados en la final por Adrian Neville & Oliver Grey. El 2 de mayo en NXT, Harper & Rowan salieron victoriosos en un Triple Threat Elimination Tag Team match tras cubrir finalmente a Neville. En el episodio del 8 de mayo de NXT (el cual se grabó el 2 de mayo), Harper & Rowan derrotaron a Neville & Dallas (quien sustituía al lesionado Gray) para ganar los Campeonatos en Parejas de NXT, el primer campeonato en la lucha libre de Rowan. El 5 de junio en NXT, Harper & Rowan retuvieron exitosamente los títulos ante Corey Graves & Kassius Ohno, y en el episodio del 19 de junio de NXT, The Wyatt Family derrotó al equipo conformado por Graves, Neville & Ohno. El 17 de junio en NXT, Harper & Rowan perdieron los campeonatos ante Neville & Graves.

#### 2013-2014

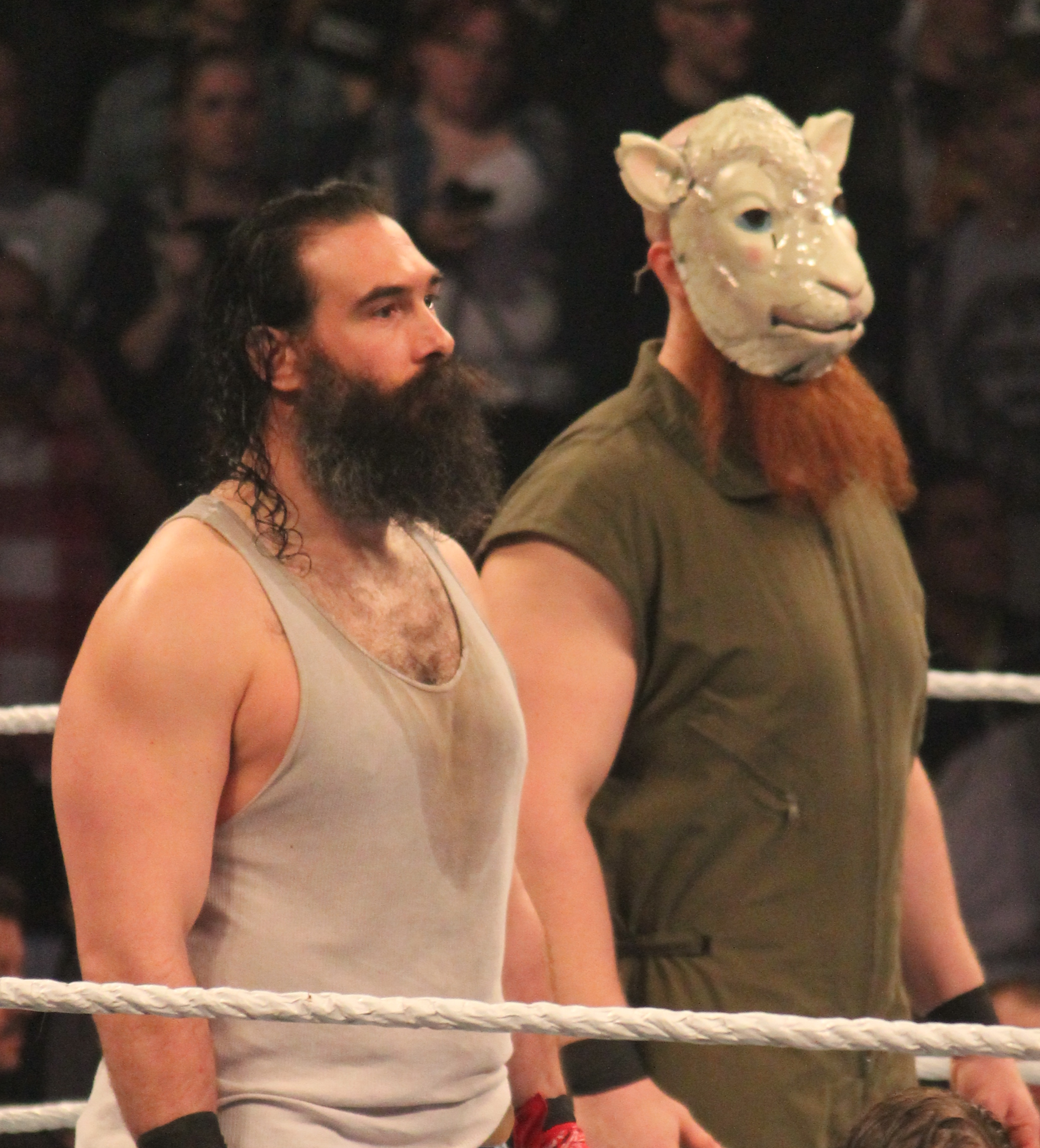
Rowan junto con su compañero de equipo de The Wyatt Family, Luke Harper, en abril de 2014.

A partir del episodio del 27 de mayo de Raw, la WWE comenzó a emitir viñetas promocionando el debut en el elenco principal de The Wyatt Family. Las viñetas mostraban los orígenes de la familia, en los cuales Rowan aparecía con una máscara de oveja. Finalmente, en el episodio del 8 de julio de Raw, The Wyatt Family hizo su debut atacando a Kane. Rowan hizo su debut en el ring el 26 de julio en SmackDown, en donde él & Luke Harper derrotaron a Tons of Funk (Brodus Clay and Tensai). Durante los siguientes meses, Harper & Rowan compitieron como equipo y obtuvieron una racha ganadora, hasta que Goldust & Cody Rhodes les dieron su primera derrota en el episodio del 11 de octubre de SmackDown. A principios de 2014, Rowan se involucró en el pleito de The Wyatt Family con The Shield, mientras que también ayudaba a Bray Wyatt en su feudo con John Cena. Mientras que el feudo de Wyatt y Cena continuaba, Harper & Rowan iniciaron una rivalidad con The Usos, a quienes desafiaron sin éxito a una lucha por los Campeonatos en Parejas de WWE en Money in the Bank, al igual que en Battleground.
A partir del episodio del 29 de septiembre de Raw, comenzaron a mostrarse escenas en las que Rowan y Luke Harper eran "liberados" por Bray Wyatt, lo que marcó la disolución de The Wyatt Family y la transición de sus miembros a la competencia individual. En el episodio del 17 de noviembre de Raw, Rowan cambió a face por primera vez en su carrera y tuvo un breve feudo con The Authority cuando se unió al Team Cena para competir en un 5-on-5 Survivor Series match en Survivor Series, yendo en contra de su excompañero y campeón Intercontinental Luke Harper, quien se unió al Team Authority. En el evento, Rowan no anotó eliminaciones y fue eliminado por Harper, con la ayuda de Seth Rollins; sin embargo, el Team Cena ganó el combate. Después de eso, Rowan comenzó un feudo con Big Show, el miembro del Team Cena que había traicionado al equipo durante el evento. En TLC: Tables, Ladders & Chairs, Rowan fue derrotado por Show en un Stairs match.

#### 2015-2016
En el episodio del 5 de enero de Raw, Rowan junto con sus excompañeros del Team Cena, Ryback y Dolph Ziggler, fueron despedidos (kayfabe) por The Authority por haber formado parte del Team Cena. Sin embargo, el 19 de enero en Raw, Rowan, Ziggler y Ryback fueron contratados nuevamente después de que John Cena saliera victorioso en un 3-on-1 Handicap match contra Seth Rollins, Big Show y Kane, luego de la asistencia de Sting. El 22 de enero en SmackDown, Rowan fue derrotado por Luke Harper en una lucha de clasificación al Royal Rumble match. A pesar de eso, en Royal Rumble, Rowan apareció durante el combate y atacó al participante número 6, Curtis Axel, antes de que este pudiera hacer su entrada al ring, lo que llevó a Rowan a robarle su puesto; durante el combate, se desató una breve reunión de The Wyatt Family cuando Rowan se unió a Harper y Bray Wyatt durante la lucha, antes de que los tres hombres pelearan entre ellos. En Fastlane, Rowan junto con Ryback & Ziggler fue derrotado por el equipo formado por Rollins, Show & Kane. En WrestleMania 31, Rowan participó en la segunda edición anual del André the Giant Memorial Battle Royal, pero fue eliminado por Show.
En el episodio del 7 de mayo de SmackDown, Rowan se reunió con su antiguo compañero de equipo Luke Harper después de atacar al oponente de Harper, Fandango, cambiando a heel en el proceso. A finales de junio, Rowan sufrió un desgarro en uno de sus bíceps, lo que lo dejó fuera de la acción durante cuatro meses.
Rowan hizo su regreso en el episodio del 19 de octubre de Raw, reemplazando a Luke Harper (quien no pudo presentarse por motivos personales) en la reformada The Wyatt Family durante una lucha contra Roman Reigns, Dean Ambrose & Seth Rollins, la cual ganaron por descalificación después de que Ambrose atacara a Braun Strowman con un palo de kendo. Rowan se vio involucrado en el pleito de The Wyatt Family con The Brothers of Destruction, luego de que la familia secuestrara a The Undertaker en Hell in a Cell, y a Kane el 26 de octubre en Raw. En TLC: Tables, Ladders & Chairs, The Wyatt Family derrotó a The ECW Originals en un Eight-Man Tag Team Elimination Tables match, con Rowan siendo el único miembro eliminado de The Wyatt Family durante el combate.

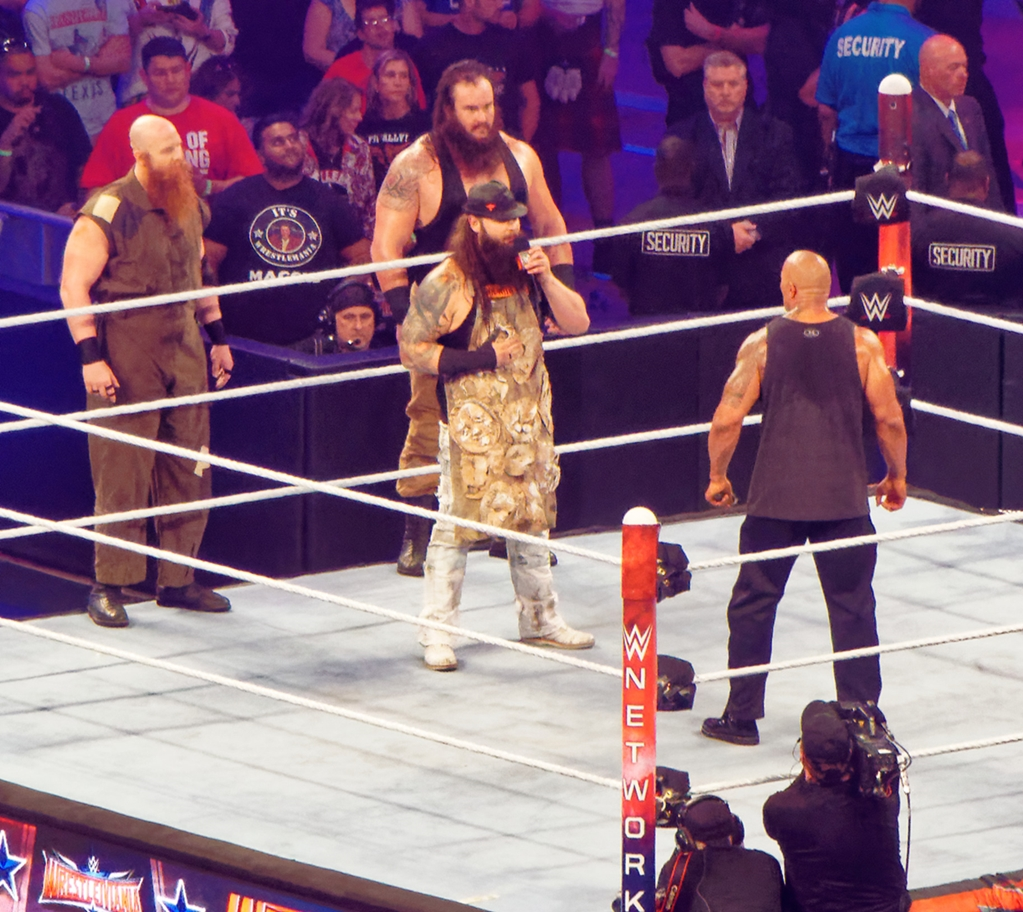
The Wyatt Family confrontando a The Rock en WrestleMania 32.

En Royal Rumble, Rowan participó en el Royal Rumble match junto con los demás miembros de The Wyatt Family y fue eliminado por Brock Lesnar, pero luego de eso regresó al ring junto con sus compañeros para eliminar a Lesnar. El 3 de abril en WrestleMania 32, Rowan compitió en su primera lucha individual en un WrestleMania, enfrentándose a The Rock después de que este confrontara a The Wyatt Family. Rowan fue derrotado por The Rock en 6 segundos (rompiendo del récord del combate más corto de WrestleMania en la historia) y después de la lucha The Wyatt Family intentó atacar a The Rock, pero John Cena hizo su regreso para salvarlo. En el episodio del 4 de abril de Raw, The Wyatt Family atacó a The League of Nations, comenzando una rivalidad inexplicada entre las dos facciones heel. Rowan y Braun Strowman iban a competir en una lucha en Payback, pero Bray Wyatt sufrió una lesión en la pantorrilla, así como Luke Harper, quien se dislocó la rótula y se desgarró el ligamento patelofemoral medial a finales de marzo. Estas lesiones causaron la cancelación del feudo entre The Wyatt Family y The League of Nations. En el episodio del 20 de junio de Raw, The Wyatt Family (sin Harper) hizo su regreso e inició un feudo con los Campeones en Parejas de WWE The New Day, quienes interrumpieron a Wyatt durante su discurso de regreso. El feudo culminó en Battleground, en donde The Wyatt Family derrotó a The New Day.
El 19 de julio, Rowan fue mandado a SmackDown junto con Bray Wyatt, mientras que Braun Strowman fue mandado a Raw, debido al Draft y a la nueva separación de marcas. En el episodio del 2 de agosto de SmackDown, Rowan reanudó su alianza con Wyatt después de atacar al oponente de Wyatt, Dolph Ziggler, así como al Campeón Mundial de WWE Dean Ambrose. Se pensó que Rowan se había separado de Wyatt después de ser derrotado por Ambrose el 16 de agosto en SmackDown, pero luego comenzó a atacar a los enemigos de Wyatt nuevamente, por lo que la alianza se reanudó una vez más. En octubre, Rowan se sometió a una cirugía para reparar un desgarro en el manguito rotador de uno de sus hombros, por lo que después estuvo fuera de la acción durante casi seis meses.

#### 2017-2018
En el episodio del 4 de abril de SmackDown, dos días después de WrestleMania 33, Rowan hizo su regreso después de casi ocho meses de inactividad, luciendo una nueva máscara de oveja estilo steampunk y salvando a Bray Wyatt de un ataque de Randy Orton. Más tarde esa misma noche, Rowan hizo equipo con Wyatt para enfrentarse a Orton y a su excompañero Luke Harper, por quienes fueron derrotados. El 10 de abril, The Wyatt Family aparentemente se disolvió de nuevo cuando Wyatt fue traspasado a la marca Raw debido al Superstar Shake-up.
En el episodio del 18 de abril de SmackDown, Rowan no pudo convertirse en el contendiente #1 por el Campeonato de WWE después de ser derrotado junto con otras superestrellas por Jinder Mahal en un Six-pack Challenge match. La corta rivalidad entre Rowan y Luke Harper terminó en Backlash el 21 de mayo, en donde Harper derrotó a Rowan. En el episodio del 4 de julio de SmackDown, Rowan participó en el Independence Day Battle Royal para determinar al retador #1 por el Campeonato de los Estados Unidos, pero el ganador fue AJ Styles.

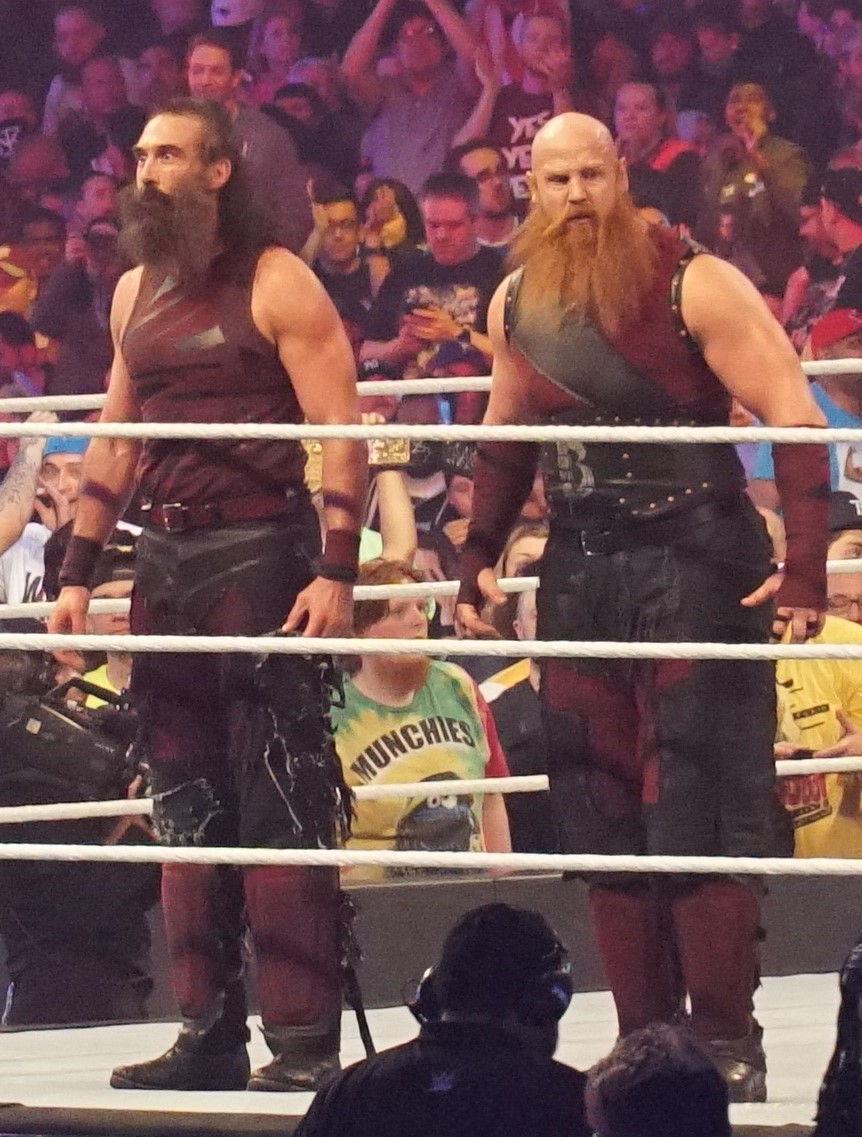
The Bludgeon Brothers en WrestleMania 34

En el episodio del 10 de octubre de SmackDown, Rowan regresó a la televisión en una viñeta en la que nuevamente se unió a Luke Harper, dándose el nombre en conjunto de The Bludgeon Brothers. Como parte del nuevo gimmick, dejó a un lado el nombre de Erick para llamarse simplemente Rowan. The Bludgeon Brothers hicieron su re-debut en el episodio del 21 de noviembre de SmackDown, derrotando a The Hype Bros (Mojo Rawley & Zack Ryder). Sin embargo, su primer gran feudo fue contra Breezango.
Después de derrotar brutalmente a muchos equipos durante meses, el equipo finalmente ganó los Campeonatos en Parejas de SmackDown en WrestleMania 34 de los entonces campeones The Usos. Esto marcó el primer campeonato en el elenco principal para Rowan. También defendieron con éxito los títulos contra The Usos en el evento The Greatest Royal Rumble en Jeddah, Arabia Saudita. El 17 de junio de 2018 en el kick-off de Money in the Bank, The Bludgeon Brothers retuvieron los campeonatos ante Luke Gallows & Karl Anderson; al igual que dos noches después en SmackDown. El 15 de julio en Extreme Rules, The Bludgeon Brothers derrotaron a Team Hell No (Daniel Bryan & Kane) después de que atacaran a Bryan y Kane antes de la lucha, dejando a este último fuera de la mayor parte de la lucha con una lesión en el pie derecho, aunque pudo regresar después.
El 19 de agosto en SummerSlam, The Bludgeon Brothers fueron derrotados por The New Day por descalificación después de que Rowan golpeara a Xavier Woods con un maso, por lo que retuvieron los títulos. Sin embargo, durante el combate de SummerSlam, Rowan se lesionó uno de sus bíceps, por lo que dos noches después, en SmackDown, The Bludheon Brothers perdieron los títulos ante los miembros de The New Day, Woods & Kofi Kingston, en un No Disqualification match después de que Woods cubriera a Harper, terminando su reinado a los 135 días. Espera someterse a una cirugía para reparar su bíceps y el tiempo de recuperación es aproximadamente de cuatro a seis meses.

#### 2019-2020
El 27 de enero de 2019 en Royal Rumble, Rowan regresó después de recuperarse de su lesión, interfiriendo en nombre de Daniel Bryan para ayudarlo a retener el Campeonato de WWE contra AJ Styles, formando una alianza con Bryan. En el episodio del 26 de febrero de SmackDown, Rowan tuvo su primer combate desde agosto de 2018 en una lucha por equipos, donde él & Bryan fueron derrotados por Kofi Kingston & Kevin Owens.
En el episodio del 7 de mayo de SmackDown, Bryan & Rowan derrotaron a The Usos para ganar los vacantes Campeonatos en Parejas de SmackDown, marcando su primer reinado como equipo y el segundo reinado individual de Rowan. En el kick-off de Money in the Bank, Rowan & Bryan fueron derrotados por The Usos en una lucha no titular. En el evento Super Show-Down, desde Jeddah, Arabia Saudita, Rowan participó en un 51-man Battle Royal, pero no logró ganar el combate luego de haber sido eliminado por Jimmy Uso y Jey Uso. En Stomping Grounds, Rowan & Bryan derrotaron a Heavy Machinery (Otis & Tucker) para retener los títulos. El 14 de julio Extreme Rules, Rowan y Bryan perdieron los títulos ante The New Day (Xavier Woods & Big E) en un Triple Threat Tag Team match, el cual también involucró a Heavy Machinery.
En agosto, Buddy Murphy acusó a Rowan de atacar a Roman Reigns después de que un atacante misterioso empujó andamios que cayeron sobre Reigns tras bastidores. En el kick-off de SummerSlam, Rowan atacó a Murphy durante su lucha contra Apollo Crews como venganza. Dos noches después en SmackDown, Rowan atacó brutalmente a Murphy tras bastidores mientras que Bryan le exigía que retirara sus acusaciones, describiéndolo como un mentiroso. La semana siguiente en SmackDown, gracias a una investigación, Bryan averiguó quién era el responsable de los ataques en contra de Reigns: un hombre desconocido con apariencia similar a la de Rowan. El 23 de agosto, el nombre de Rowan fue revertido nuevamente a Erick Rowan. En el episodio del 27 de agosto de SmackDown, Bryan le pidió a Reigns una disculpa pública por haber culpado a Rowan y pensar que él era su atacante. Sin embargo, Reigns mostró el video de su primer ataque desde otra perspectiva. En dicho video, se veía como un Rowan encapuchado empujaba los andamios durante el incidente, causando furia en Bryan, quien confrontó y abofeteó a Rowan tras bastidores antes de recibir un Spear por parte de Reigns en el ring. La semana siguiente en SmackDown, Rowan atacó a Reigns por la espalda mientras hacía su entrada. Bryan, quien se encontraba en el ring, intentó detenerlo y controlarlo, pero fue empujado por el mismo Rowan. Inmediatamente después, Rowan confesó ser el causante de los ataques sufridos por Reigns y admitió estar orgulloso por eso antes de desafiar a Reigns a una lucha en Clash of Champions. Eventualmente, Rowan terminó su alianza con Daniel Bryan después de que lo arrojo contra la mesa de comentaristas con un Iron Claw Slam. En el episodio del 10 de septiembre en SmackDown, Reigns interrumpió a Rowan, lo que causó una pelea entre los dos hombres hasta que fueron separados por los funcionarios de seguridad. El 15 de septiembre en Clash of Champions, Rowan derrotó a Reigns en un No Disqualification match con ayuda de Luke Harper, quien hacía su regreso. Dos noches después en SmackDown, Rowan interrumpió a Bryan antes de atacarlo con ayuda de Harper, antes de atacar también a Reigns. En el episodio del 24 de septiembre de SmackDown, Rowan derrotó a Bryan con ayuda de Harper. Después del combate, Rowan y Harper atacaron a Bryan antes de ser detenidos por Reigns, quien le aplicó un Spear a Rowan. El 4 de octubre en la premier de temporada de SmackDown, Rowan fue derrotado por Reigns en un Lumberjack match. En Hell in a Cell, Rowan & Harper perdieron ante Reigns & Bryan en un Tornado Tag Team match.
El 14 de octubre, debido al Draft, Rowan fue traspasado a la marca Raw, disolviendo su equipo con Harper, quien permaneció en SmackDown. En el episodio del 28 de octubre de Raw, Rowan perdió ante el Campeón Universal de WWE Seth Rollins en un Falls Count Anywhere match. En el kick-off de Crown Jewel, Rowan participó en un 20-man Battle Royal match por una oportunidad por el Campeonato de Estados Unidos de AJ Styles, donde eliminó a Harper antes de ser el último eliminado por el eventual ganador Humberto Carrillo. A partir de noviembre, Rowan comenzó a llegar al ring llevando una jaula consigo, con una tela ocultando lo que había en su interior y derrotando a varios competidores locales en el proceso. 
Comenzando el 2020, siguió derrotando a competidores locales hasta el Raw del 20 enero, donde derrotó a Matt Hardy. En Royal Rumble donde participó en la Men's Royal Rumble Match entrando de #3 pero fue eliminado por el campeón de la WWE Brock Lesnar, luego el 17 de febrero en Raw fue derrotado por Aleister Black, terminando una racha de victorias, luego tuvo otro combate contra Aleister Black en el Raw del 24 de febrero, sin embargo volvió a perder, la siguiente semana en un segmento de backstage de Raw, finalmente mostró que en la jaula había una araña gigantesca a No Way Jose, en la siguiente semana en Raw fue derrotado por Drew McIntyre, y durante el combate McIntyre aplastó a su araña gigantesca. El 15 de abril se anunció su despido de la empresa.

### Circuito independiente (2020-2024)
Después de su liberación de la WWE, Ruud comenzó a aceptar reservas bajo el nombre de ring Erick Redbeard. El 21 de octubre de 2020, se anunció que Redbeard competiría en el torneo por el título mundial de United Wrestling Network.

### All Elite Wrestling (2020, 2022)
Apareció el miércoles en el AEW Dynamite del día 30 de diciembre en el tributo por el reciente fallecimiento de Brodie Lee.
Redbeard regresó a AEW en el episodio del 4 de marzo de 2022 de AEW Rampage y se alineó con Death Triangle (PAC y Penta Oscuro). El trío haría equipo contra House of Black (Malakai Black, Brody King y Buddy Matthews) en el evento previo al espectáculo "Buy-In" de Revolution. El partido terminaría con Redbeard siendo inmovilizado por Black.

### Regreso a WWE (2023-presente)
El 25 de agosto de 2023, Rowan hizo un breve regreso durante el segmento de apertura de SmackDown, que era un segmento dedicado a su amigo Bray Wyatt, quien falleció a causa de un infarto el día anterior. En mayo de 2024, se informó que Ruud había firmado un contrato con WWE.
En el episodio del 17 de junio de Raw, Ruud hizo su regreso como parte de un nuevo grupo bajo el liderazgo del Uncle Howdy llamado The Wyatt Sicks. Llevaría una máscara de conejo, parecida a Ramblin' Rabbit de "Firefly Funhouse" de Bray Wyatt.

## Otros medios
En 2010, Ruud participó en el reality show noruego Alt for Norge y terminó en el quinto lugar. En 2014, hizo su debut en los videojuegos en WWE 2K15 como personaje jugable. También aparece en WWE 2K16, WWE 2K17, WWE 2K18, WWE 2K19 y WWE 2K20.

## Campeonatos y logros
- French Lake Wrestling Association

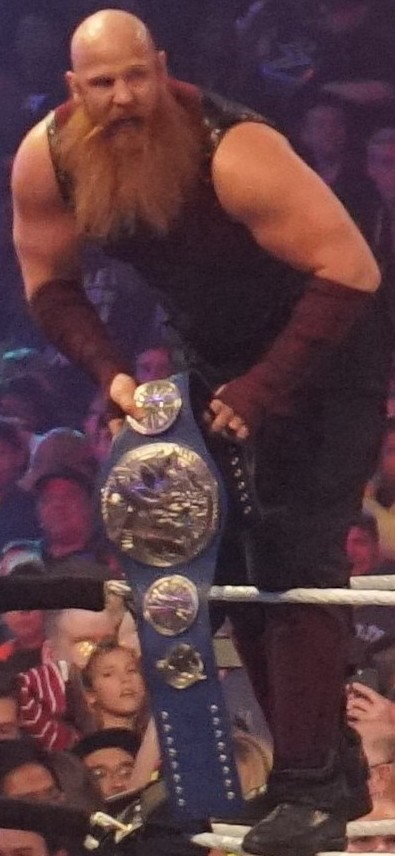
Rowan ha sido dos veces Campeón en Parejas de SmackDown.

  - FLWA Heavyweight Championship (1 vez)

- Insane Wrestling Revolution
  - IWR World Heavyweight Championship (1 vez)[116]

- World Series Wrestling
  - WSW Tag Team Championship (1 vez) - con Matt Basso[117]

- World Wrestling Entertainment/WWE
  - NXT Tag Team Championship (1 vez) - con Luke Harper
  - SmackDown Tag Team Championship (2 veces) - con Harper (1), Daniel Bryan (1)

- Pro Wrestling Illustrated
  - Situado en el N°145 en los PWI 500 de 2013[118]
  - Situado en el N°57 en los PWI 500 de 2014[119]
  - Situado en el Nº111 en los PWI 500 de 2015[120]
  - Situado en el Nº151 en los PWI 500 de 2016[121]
  - Situado en el Nº218 en los PWI 500 de 2017[122]
  - Situado en el Nº88 en los PWI 500 de 2018

- Wrestling Observer Newsletter
  - Best Gimmick (2013) The Wyatt Family[123]